# Lista posiadaczy ECW World Heavyweight Championship

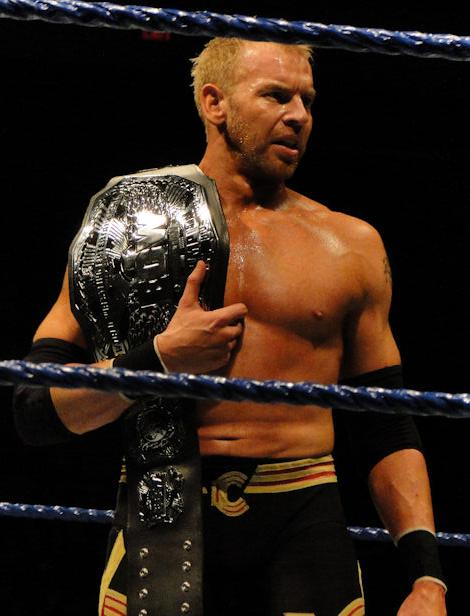
Christian wraz z ECW Championship podczas jego drugiego panowania.

ECW World Heavyweight Championship było tytułem mistrzowskim profesjonalnego wrestlingu promowanym przez federację Extreme Championship Wrestling (ECW) i World Wrestling Entertainment (WWE). Był on oryginalnym światowym tytułem dla promocji ECW, później używany jako światowy tytuł dla brandu ECW i jeden z trzech w WWE, wraz z WWE Championship i World Heavyweight Championship. Został zaprezentowany jako ECW Heavyweight Championship 25 kwietnia 1992. Oryginalnie był częścią Eastern Championship Wrestling, które dołączyło do National Wrestling Alliance (NWA) 18 września 1993. Mistrzostwo zostało uznane jako World Heavyweight Championship w 1994, kiedy ECW odcięło się od NWA. Nazwa federacji została zmieniona na Extreme Championship Wrestling i tytuł stał się ECW World Heavyweight Championship. Tytuł mistrzowski był aktywny do 11 kwietnia 2001, kiedy ECW zbankrutowało i World Wrestling Federation (ówczesne WWE) zakupiło majątek ECW. WWE przywróciło ECW jako swój trzeci brand w czerwcu 2006, gdzie tytuł stał się światowym i jedynym mistrzostwem w brandzie ECW. Brand został zamknięty 16 lutego 2010, a tytuł zdezaktywowany.
Mistrzostwo było bronione przez różnych wrestlerów, którzy brali udział w oskryptowanych rywalizacjach i storyline'ach. Wrestlerzy byli pokazywani jako heele (negatywni, źli zawodnicy i najczęściej wrogowie publiki) i face’owie (pozytywni, dobrzy i najczęściej ulubieńcy publiki). Wszystkie zmiany mistrzów miały miejsce na galach ECW i WWE. Pierwszym mistrzem był Jimmy Snuka, który pokonał Salvatore Bellomo w finale turnieju 25 kwietnia 1992, stając się pierwszym ECW Heavyweight Championem. WWE jednakże nie uznaje żadnych panowań NWA-ECW Heavyweight Championship. Zamiast tego, uznaje drugie panowanie Shane'a Douglasa, które oryginalnie rozpoczęło się 26 marca 1994, lecz uznawane jest jakoby zaczęło się 27 sierpnia 1994 – tego samego dnia, gdzie nazwa mistrzostwa została zmieniona na ECW World Heavyweight Championship, kiedy to ECW oddzieliło się od NWA. The Sandman posiadał rekord w ilości posiadania tytułu, który wynosi pięć. Douglas zaś przy swoim czwartym panowaniu ustanowił rekord w długości posiadania mistrzostwa, które wyniosło 406 dni. Jedyne panowanie Ezekiela Jacksona jest najkrótsze w historii i trwało 3 minuty, gdyż chwilę po wygranej tytuł został zdezaktywowany. Pokonał on poprzedniego mistrza Christiana, 16 lutego 2010 na ECW. Łącznie w historii było 49 różnych panowań i 32 mistrzów, jedno zwakowanie i dwie dezaktywacje.

## Historia tytułu
| Nr        | Numer porządkowy mistrza w historii.                                            |
| Panowanie | Numer panowania, przy którym wrestler był mistrzem.                             |
| Gala      | Gala, na której tytuł został zdobyty.                                           |
| —         | Używany przy wakacji tytułu, gdzie nie jest zaliczane jako oficjalne panowanie. |
| N/A       | Informacja nie jest dostępna lub znana.                                         |

### Nazwy
| Nazwa                              | Lata              |
| ---------------------------------- | ----------------- |
| ECW Heavyweight Championship       | 1992 – 1993       |
| NWA-ECW Heavyweight Championship   | 1993 – 1994       |
| ECW World Heavyweight Championship | 1994 – 2001, 2006 |
| ECW World Championship             | 2006 – 2007       |
| ECW Championship                   | 2007 – 2010       |

### Panowania
| Nr | Wrestler                   | Panowanie | Data                      | Dni | Miejsce                   | Gala                          | Notka | Odn.          |
| -- | -------------------------- | --------- | ------------------------- | --- | ------------------------- | ----------------------------- | --- | ------------- |
| 1  | Jimmy Snuka                | 1         | 25 kwietnia 1992(dts)     | 1   | Mount Tabor, Pensylwania  | Live event                    | Snuka pokonał Salvatore Bellomo w finale turnieju zostając pierwszym ECW Heavyweight Championem. Panowania ECW Heavyweight Championship nie są uznawane przez World Wrestling Entertainment (WWE). | [ 6 ]         |
| 2  | Johnny Hotbody             | 1         | 26 kwietnia 1992(dts)     | 79  | Filadelfia, Pensylwania   | Live event                    | |               |
| 3  | Jimmy Snuka                | 2         | 14 lipca 1992(dts)        | 78  | Filadelfia, Pensylwania   | Live event                    | |               |
| 4  | Don Muraco                 | 1         | 30 września 1992(dts)     | 47  | Filadelfia, Pensylwania   | Live event                    | |               |
| 5  | The Sandman                | 1         | 16 listopada 1992(dts)    | 138 | Filadelfia, Pensylwania   | Live event                    | |               |
| 6  | Don Muraco                 | 2         | 3 kwietnia 1993(dts)      | 127 | Radnor, Pensylwania       | Live event                    | |               |
| 7  | Tito Santana               | 1         | 8 sierpnia 1993(dts)      | 32  | Filadelfia, Pensylwania   | Live event                    | |               |
| 8  | Shane Douglas              | 1         | 9 września 1993(dts)      | 23  | Roanoke, Virginia         | Live event                    | Douglas wygrał mistrzostwo przez poddanie się. ECW dołączyło do NWA dziewięć dni później i mistrzostwo było znane jako NWA-ECW Heavyweight Title. |               |
| 9  | Sabu                       | 1         | 2 października 1993(dts)  | 85  | Filadelfia, Pensylwania   | NWA Bloodfest                 | |               |
| 10 | Terry Funk                 | 1         | 26 grudnia 1993(dts)      | 90  | Filadelfia, Pensylwania   | Holiday Hell                  | Był to No Disqualification match. |               |
| 11 | Shane Douglas              | 2         | 26 marca 1994(dts)        | 385 | Devon, Pensylwania        | Ultimate Jeopardy             | Douglas przypiął Funka w Ultimate Jeopardy matchu, w którym brali również udział Mr. Hughes, Rocco Rock, Johnny Grunge, Road Warrior Hawk, Kevin Sullivan i The Tazmaniac. 27 sierpnia 1994, nazwa tytułu została zmieniona na ECW World Heavyweight Championship, gdy Douglas when Douglas zrzekł się tytułu NWA World Heavyweight Championship. ECW opuściło wtedy NWA i zmieniło nazwę na Extreme Championship Wrestling. WWE od tego momentu zalicza wszystkie panowania mistrzów. | [ 7 ]         |
| 12 | The Sandman                | 2         | 15 kwietnia 1995(dts)     | 196 | Filadelfia, Pensylwania   | Hostile City Showdown         | |               |
| 13 | Mikey Whipwreck            | 1         | 28 października 1995(dts) | 42  | Filadelfia, Pensylwania   | Live event                    | Był to Ladder match. |               |
| 14 | The Sandman                | 3         | 9 grudnia 1995(dts)       | 49  | Filadelfia, Pensylwania   | December to Dismember         | Był to Three Way dance, w którym brał również udział Steve Austin. |               |
| 15 | Raven                      | 1         | 27 stycznia 1996(dts)     | 252 | Filadelfia, Pensylwania   | Live event                    | |               |
| 16 | The Sandman                | 4         | 5 października 1996(dts)  | 63  | Filadelfia, Pensylwania   | Ultimate Jeopardy             | The Sandman i Tommy Dreamer pokonali Steviego Richardsa i Briana Lee w tag team matchu. The Sandman zdobył przypięcie i wygrał mistrzostwo po tym jak Raven nie pojawił się na gali. |               |
| 17 | Raven                      | 2         | 7 grudnia 1996(dts)       | 127 | Filadelfia, Pensylwania   | Holiday Hell                  | Był to Barbed Wire match. |               |
| 18 | Terry Funk                 | 2         | 13 kwietnia 1997(dts)     | 118 | Filadelfia, Pensylwania   | Barely Legal                  | |               |
| 19 | Sabu                       | 2         | 9 sierpnia 1997(dts)      | 8   | Filadelfia, Pensylwania   | Born to Be Wired              | Był to Barbed Wire match. |               |
| 20 | Shane Douglas              | 3         | 17 sierpnia 1997(dts)     | 60  | Fort Lauderdale, Florida  | Hardcore Heaven               | Był to Three Way match, w którym brał również udział Terry Funk. |               |
| 21 | Bam Bam Bigelow            | 1         | 16 października 1997(dts) | 45  | Nowy Jork, Nowy Jork      | Live event                    | |               |
| 22 | Shane Douglas              | 4         | 30 listopada 1997(dts)    | 406 | Monaca, Pensylwania       | November to Remember          | |               |
| 23 | Taz                        | 1         | 10 stycznia 1999(dts)     | 252 | Kissimmee, Florida        | Guilty as Charged             | | [ 8 ]         |
| 24 | Mike Awesome               | 1         | 19 września 1999(dts)     | 89  | Villa Park, Illinois      | Anarchy Rulz                  | Był to Three Way dance, w którym brał również udział Masato Tanaka | [ 9 ]         |
| 25 | Masato Tanaka              | 1         | 17 grudnia 1999(dts)      | 6   | Nashville, Tennessee      | ECW on TNN                    | |               |
| 26 | Mike Awesome               | 2         | 23 grudnia 1999(dts)      | 112 | White Plains, New York    | ECW on TNN                    | |               |
| 27 | Taz                        | 2         | 13 kwietnia 2000(dts)     | 9   | Indianapolis, Indiana     | ECW on TNN                    | Taz podpisał kontrakt z World Wrestling Federation po tym jak stracił tytuł na rzecz Mike’a Awesome 19 września 1999. Jednakże, Awesome zaskakująco podpisał kontrakt z World Championship Wrestling będąc dalej mistrzem i pokazując się z nim na gali w telewizji WCW. W rezultacie, Paul Heyman i Vince McMahon dogadali się w sprawie powrotu Taza do ECW i pokonującego Awesome'a o tytuł.                                                                                        | [ 10 ]        |
| 28 | Tommy Dreamer              | 1         | 22 kwietnia 2000(dts)     | <1  | Filadelfia, Pensylwania   | CyberSlam                     | |               |
| 29 | Justin Credible            | 1         | 22 kwietnia 2000(dts)     | 162 | Filadelfia, Pensylwania   | CyberSlam                     | |               |
| 30 | Jerry Lynn                 | 1         | 1 października 2000(dts)  | 35  | Saint Paul, Minnesota     | Anarchy Rulz                  | | [ 11 ]        |
| 31 | Steve Corino               | 1         | 5 listopada 2000(dts)     | 63  | Villa Park, Illinois      | November to Remember          | Był to Double Jeopardy match, w którym brali również udział Justin Credible i The Sandman. | [ 12 ]        |
| 32 | The Sandman                | 5         | 7 stycznia 2001(dts)      | <1  | Nowy Jork, Nowy Jork      | Guilty as Charged             | Był to Tables, Ladders, Chairs, and Canes match, w którym brał również udział Justin Credible. | [ 13 ]        |
| 33 | Rhino                      | 1         | 7 stycznia 2001(dts)      | 94  | Nowy Jork, Nowy Jork      | Guilty as Charged             | | [ 13 ]        |
| —  | Zdezaktywowany             | —         | 11 kwietnia 2001(dts)     | —   | N/A                       | N/A                           | ECW zostało zamknięte 4 kwietnia 2001, gdzie World Wrestling Federation zakupiło cały majątek ECW w 2001. |               |
| 34 | Rob Van Dam                | 1         | 13 czerwca 2006(dts)      | 21  | Trenton, New Jersey       | ECW                           | Tytuł został przywrócony przez WWE do brandu ECW brand. Van Dam został nagrodzony tytułem przez Paula Heymana za zdobycie WWE Championship. | [ 14 ] [ 15 ] |
| 35 | Big Show                   | 1         | 4 lipca 2006(dts)         | 152 | Filadelfia, Pensylwania   | ECW                           | Był to Extreme Rules match. | [ 16 ] [ 17 ] |
| 36 | Bobby Lashley              | 1         | 3 grudnia 2006(dts)       | 147 | Augusta, Georgia          | December to Dismember         | Był to Extreme Elimination Chamber match, w którym brali również udział Rob Van Dam, Hardcore Holly, Test i CM Punk. | [ 18 ] [ 19 ] |
| 37 | Mr. McMahon                | 1         | 29 kwietnia 2007(dts)     | 35  | Atlanta, Georgia          | Backlash                      | McMahon przypiął Lashleya w Handicap matchu, gdzie w drużynie McMahona byli również Shane McMahon i Umaga, zdobywając mistrzostwo. | [ 20 ] [ 21 ] |
| 38 | Bobby Lashley              | 2         | 3 czerwca 2007(dts)       | 8   | Jacksonville, Florida     | One Night Stand               | Był to Street Fight match. | [ 22 ] [ 23 ] |
| —  | Zwakowany                  | —         | 11 czerwca 2007(dts)      | —   | Wilkes-Barre, Pensylwania | Raw                           | Mistrzostwo zostało zwakowane, gdy Lashley został przeniesiony do brandu Raw. | [ 22 ] [ 24 ] |
| 39 | Johnny Nitro/John Morrison | 1         | 24 czerwca 2007(dts)      | 69  | Houston, Texas            | Vengeance: Night of Champions | Nitro, który zastąpił Chrisa Benoit przez jego śmierć (nieznaną w tamtym czasie), pokonał CM Punka zdobywając zwakowany tytuł. Jego ringname został zmieniony na "John Morrison" podczas jego panowania 17 lipca 2007 na ECW. | [ 26 ] [ 27 ] |
| 40 | CM Punk                    | 1         | 1 września 2007(dts)      | 143 | Cincinnati, Ohio          | ECW                           | Był to Last Chance match, który wyemitowano 4 września 2007. | [ 28 ] [ 29 ] |
| 41 | Chavo Guerrero             | 1         | 22 stycznia 2008(dts)     | 68  | Charlottesville, Virginia | ECW                           | Był to No Disqualification match. Tytuł został przeniesiony na SmackDown, gdzie Chavo był członkiem owego brandu, lecz tytuł był broniony na SmackDown i ECW. | [ 30 ] [ 31 ] |
| 42 | Kane                       | 1         | 30 marca 2008(dts)        | 91  | Orlando, Florida          | WrestleMania XXIV             | Kane wygrał walkę w 8 sekund i przywrócił tytuł na ECW krótko po wygranej. Tytuł stał się ekskluzywny dla brandu Raw, gdy Kane został tam przeniesiony 23 czerwca 2008. | [ 32 ] [ 33 ] |
| 43 | Mark Henry                 | 1         | 29 czerwca 2008(dts)      | 70  | Dallas, Texas             | Night of Champions            | Był to Triple Threat match, w którym brał również udział Big Show. Tytuł stał się raz jeszcze ekskluzywny dla ECW, gdyż Henry był członkiem owego brandu. | [ 34 ] [ 35 ] |
| 44 | Matt Hardy                 | 1         | 7 września 2008(dts)      | 127 | Cleveland, Ohio           | Unforgiven                    | Był to Championship Scramble match, w którym brali również udział Finlay, The Miz i Chavo Guerrero. | [ 36 ] [ 37 ] |
| 45 | Jack Swagger               | 1         | 12 stycznia 2009(dts)     | 104 | Sioux City, Iowa          | ECW                           | Wyemitowano 13 stycznia 2009. | [ 38 ] [ 39 ] |
| 46 | Christian                  | 1         | 26 kwietnia 2009(dts)     | 42  | Providence, Rhode Island  | Backlash                      | | [ 40 ] [ 41 ] |
| 47 | Tommy Dreamer              | 2         | 7 czerwca 2009(dts)       | 49  | New Orleans, Louisiana    | Extreme Rules                 | Był to Triple Threat Hardcore match, w którym brał również udział Jack Swagger. Dreamer był jedynym wrestlerem, który jako członek oryginalnego ECW pokonał mistrza ECW z WWE zdobywając mistrzostwo. | [ 42 ] [ 43 ] |
| 48 | Christian                  | 2         | 26 lipca 2009(dts)        | 205 | Filadelfia, Pensylwania   | Night of Champions            | | [ 44 ] [ 45 ] |
| 49 | Ezekiel Jackson            | 1         | 16 lutego 2010(dts)       | <1  | Kansas City, Missouri     | ECW                           | Był to Extreme Rules match. Wyemitowano na ostatnim odcinku ECW. | [ 46 ]        |
| —  | Zdezaktywowany             | —         | 16 lutego 2010(dts)       | —   | Kansas City, Missouri     | ECW                           | Tytuł został zdezaktywowany po wygranej Jacksona, gdy brand ECW został zamknięty. | [ 5 ]         |

## Łączna ilość panowań

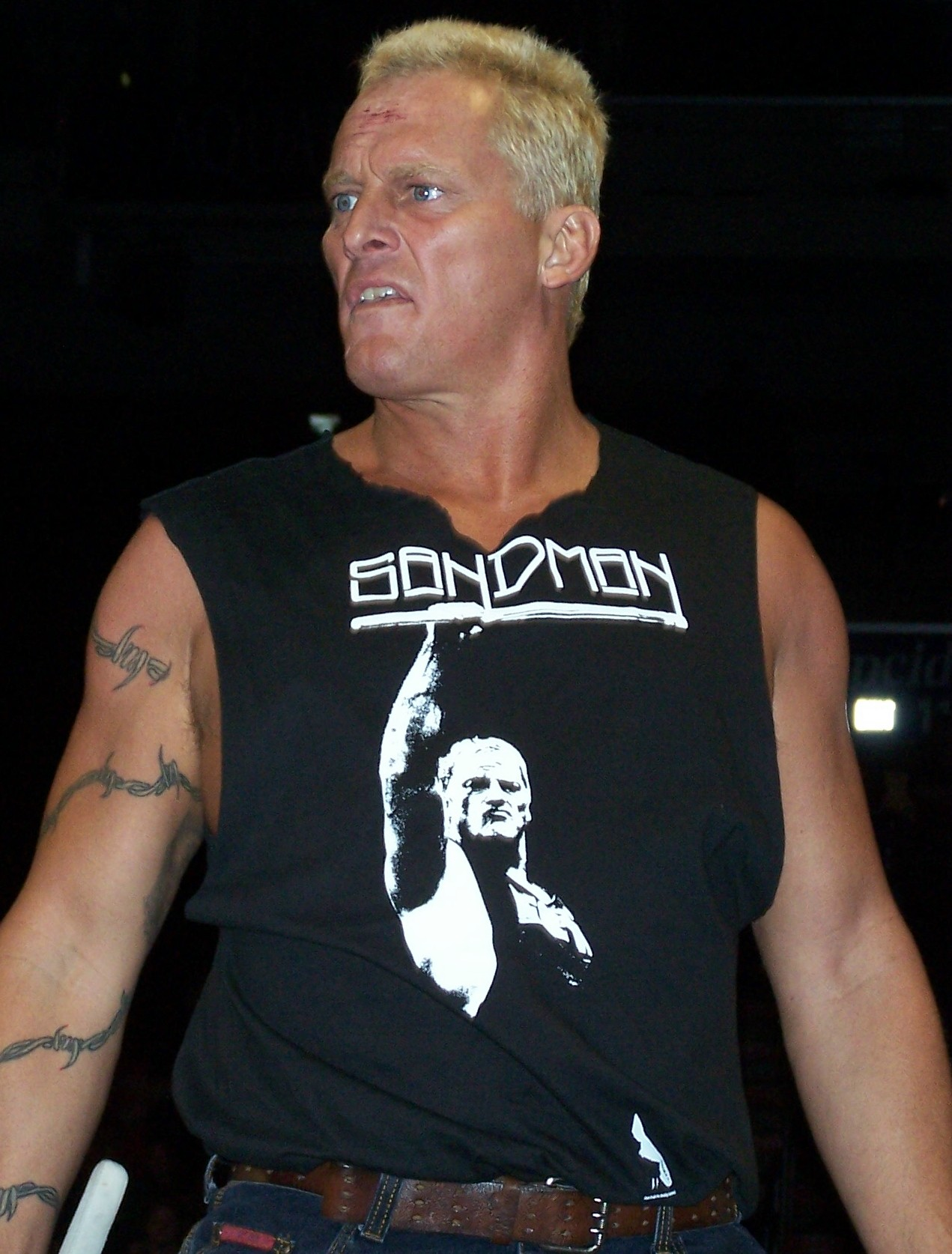
Rekordowo pięciokrotny posiadacz ECW Championship The Sandman

| Nr. | Wrestler                   | Ilość panowań | Łączna ilość dni |
| --- | -------------------------- | ------------- | ---------------- |
| 1   | Shane Douglas              | 4             | 874              |
| 2   | The Sandman                | 5             | 446              |
| 3   | Raven                      | 2             | 379              |
| 4   | Taz                        | 2             | 261              |
| 5   | Christian                  | 2             | 247              |
| 6   | Terry Funk                 | 2             | 208              |
| 7   | Mike Awesome               | 2             | 201              |
| 8   | Don Muraco                 | 2             | 174              |
| 9   | Justin Credible            | 1             | 162              |
| 10  | Bobby Lashley              | 2             | 155              |
| 11  | Big Show                   | 1             | 152              |
| 12  | CM Punk                    | 1             | 143              |
| 13  | Matt Hardy                 | 1             | 127              |
| 14  | Jack Swagger               | 1             | 104              |
| 15  | Rhino                      | 1             | 93               |
| 15  | Sabu                       | 2             | 93               |
| 17  | Kane                       | 1             | 91               |
| 18  | Jimmy Snuka                | 2             | 79               |
| 18  | Johnny Hotbody             | 1             | 79               |
| 20  | Mark Henry                 | 1             | 70               |
| 21  | Johnny Nitro/John Morrison | 1             | 69               |
| 22  | Chavo Guerrero             | 1             | 68               |
| 23  | Steve Corino               | 1             | 63               |
| 24  | Tommy Dreamer              | 2             | 49               |
| 25  | Bam Bam Bigelow            | 1             | 45               |
| 26  | Mikey Whipwreck            | 1             | 42               |
| 27  | Jerry Lynn                 | 1             | 35               |
| 27  | Mr. McMahon                | 1             | 35               |
| 29  | Tito Santana               | 1             | 32               |
| 30  | Rob Van Dam                | 1             | 21               |
| 31  | Masato Tanaka              | 1             | 6                |
| 32  | Ezekiel Jackson            | 1             | <1               |